# Compania Națională Aeroporturi București
Compania Națională "Aeroporturi București" - S.A. (CNAB) este o companie de stat din România, fondată în 2009 prin fuziunea a două aeroporturi importante din capitală: Aeroportul Internațional Henri Coandă Otopeni și Aeroportul Internațional Aurel Vlaicu Băneasa. Această fuziune a fost concepută pentru a coordona eficient activitățile de modernizare și dezvoltare ale celor două aeroporturi, în scopul de a răspunde strategiilor pe termen mediu și lung ale industriei aeronautice din România.

## Istoric
La 12 mai 2007, a intrat în vigoare Hotărârea nr. 321 din 28 martie 2007, publicată în Monitorul Oficial, prin care s-a stabilit crearea CNAB prin fuziunea celor două entități. Compania este localizată în Otopeni, pe Calea Bucureștilor nr. 224E, județul Ilfov.
În anul 2015, CNAB a avut un capital de 4,19 miliarde lei și un număr de 1271 de angajați. Compania a raportat o cifră de afaceri de 729,9 milioane lei și un profit net de 178,8 milioane lei.
În anul 2016, cifra de afaceri a crescut la 842,86 milioane lei, un profit de 126 milioane lei și investiții planificate de 314,98 milioane lei.
Ministerul Transporturilor propune vânzarea a 25% din acțiuni în 2017-2018.